# Стража (Жилина)
Стража (слч. Stráža) насељено је мјесто са административним статусом сеоске општине (слч. obec) у округу Жилина, у Жилинском крају, Словачка Република.

## Становништво
| Година:    | 1994. | 2004.   | 2014.   | 2024.   |
| ---------- | ----- | ------- | ------- | ------- |
| Број људи: | 636   | 657     | 676     | 686     |
| Разлика:   |       | +3,30 % | +2,89 % | +1,47 % |

| Година:    | 2023. | 2024.   |
| ---------- | ----- | ------- |
| Број људи: | 688   | 686     |
| Разлика:   |       | -0,29 % |

Према подацима о броју становника из 2024. године насеље је имало 686 становника.